# SB 16b
Die Dampflokomotivreihe SB 16b war eine Schlepptenderlokomotivreihe der Südbahngesellschaft (SB), einer privaten Bahngesellschaft Österreich-Ungarns.
Als Ersatz für die Reihe SB 19 beschaffte die SB 1885 bis 1888 bei der Lokomotivfabrik Floridsdorf acht Stück 2'B-Lokomotiven.
Obwohl 120 km/h bei Probefahrten erreicht wurden, wurde als zulässige Höchstgeschwindigkeit nur 80 km/h zugelassen.
Immerhin beförderten die Maschinen 150 t bei 7,7 ‰ Steigung von Wr. Neustadt nach Gloggnitz mit 60 km/h.
Zwei Loks waren in Innsbruck stationiert, sechs in Marburg an der Drau.
Nach 1924 kamen alle Loks nach Italien.
Sieben erhielten dort die Reihenbezeichnung FS 513.